# Hóquei sobre a grama nos Jogos da Commonwealth de 2018
O hóquei sobre a grama nos Jogos da Commonwealth de 2018 foi realizado no Centro de Hóquei de Gold Coast em Gold Coast, na Austrália, entre 5 e 14 de abril. Foram disputados os torneios masculino e feminino com 10 equipes participantes em cada um.

## Medalhistas
| Evento    | Ouro | Prata | Bronze |
| Masculino | Lachlan Sharp Tom Craig Jake Harvie Tom Wickham Matt Dawson Jeremy Edwards Mark Knowles Eddie Ockenden Jacob Whetton Aaron Kleinschmidt Aran Zalewski Flynn Ogilvie Daniel Beale Tyler Lovell Trent Mitton Dylan Wotherspoon Andrew Charter Jeremy Hayward AUS Austrália          | Cory Bennett Dane Lett Harry Miskimmin Nick Ross Richard Joyce Marcus Child Jared Panchia Aidan Sarikaya Nic Woods Devon Manchester Kane Russell Arun Panchia Shea McAleese Stephen Jenness Dominic Newman Hugo Inglis George Muir Hayden Phillips NZL Nova Zelândia            | George Pinner Harry Gibson Ollie Willars William Weir Harry Martin Christopher Griffiths Ian Sloan Sam Ward Mark Gleghorne Phillip Roper Adam Dixon Barry Middleton Brendan Creed David Goodfield Liam Ansell David Condon James Gall Liam Sanford ENG Inglaterra            |
| Feminino  | Tarryn Davey Samantha Harrison Olivia Merry Frances Davies Amy Robinson Sally Rutherford Brooke Neal Ella Gunson Samantha Charlton Grace O'Hanlon Liz Thompson Rose Keddell Kelsey Smith Pippa Hayward Shiloh Gloyn Madison Doar Stacey Michelsen Anita McLaren NZL Nova Zelândia | Gabrielle Nance Brooke Peris Emily Hurtz Jodie Kenny Karri McMahon Edwina Bone Stephanie Kershaw Kaitlin Nobbs Jordyn Holzberger Jane Claxton Jocelyn Bartram Renee Taylor Madi Ratcliffe Ashlea Fey Emily Smith Rachael Lynch Grace Stewart Savannah Fitzpatrick AUS Austrália | Maddie Hinch Kathryn Lane Laura Unsworth Sarah Haycroft Anna Toman Hannah Martin Susannah Townsend Suzannah Petty Elena Rayer Alex Danson Emily Defroand Giselle Ansley Sophie Bray Hollie Pearne-Webb Eleanor Watton Amy Tennant Joanne Hunter Grace Balsdon ENG Inglaterra |

## Torneio masculino

### Primeira fase
|  | Equipes classificadas às semifinais           |
|  | Equipes classificadas aos jogos de consolação |

Todos os jogos seguem a hora oficial de Gold Coast (UTC+10)
| Equipe        | Pts | J | V | E | D | GP | GC |
| ------------- | --- | - | - | - | - | -- | -- |
| Austrália     | 12  | 4 | 4 | 0 | 0 | 16 | 2  |
| Nova Zelândia | 9   | 4 | 3 | 0 | 1 | 18 | 6  |
| Escócia       | 3   | 4 | 1 | 0 | 3 | 7  | 14 |
| Canadá        | 3   | 4 | 1 | 0 | 3 | 3  | 12 |
| África do Sul | 3   | 4 | 1 | 0 | 3 | 4  | 14 |

| Horário     | Jogo          | Jogo | Jogo          |
| ----------- | ------------- | ---- | ------------- |
| 5 de abril  |               |      |               |
| 21:30       | África do Sul | 2–4  | Escócia       |
| 6 de abril  |               |      |               |
| 11:30       | Nova Zelândia | 6–2  | Canadá        |
| 7 de abril  |               |      |               |
| 11:30       | Canadá        | 1–0  | Escócia       |
| 16:30       | Austrália     | 4–0  | África do Sul |
| 8 de abril  |               |      |               |
| 16:30       | Nova Zelândia | 6–0  | África do Sul |
| 21:30       | Austrália     | 6–1  | Escócia       |
| 10 de abril |               |      |               |
| 11:30       | Nova Zelândia | 5–2  | Escócia       |
| 16:30       | Austrália     | 4–0  | Canadá        |
| 11 de abril |               |      |               |
| 16:30       | Austrália     | 2–1  | Nova Zelândia |
| 21:30       | Canadá        | 0–2  | África do Sul |

| Equipe        | Pts | J | V | E | D | GP | GC |
| ------------- | --- | - | - | - | - | -- | -- |
| Índia         | 10  | 4 | 3 | 1 | 0 | 12 | 9  |
| Inglaterra    | 7   | 4 | 2 | 1 | 1 | 15 | 8  |
| Malásia       | 4   | 4 | 1 | 1 | 2 | 5  | 10 |
| Paquistão     | 4   | 4 | 0 | 4 | 0 | 6  | 6  |
| País de Gales | 1   | 4 | 0 | 1 | 3 | 6  | 11 |

| Horário     | Jogo       | Jogo | Jogo          |
| ----------- | ---------- | ---- | ------------- |
| 5 de abril  |            |      |               |
| 19:30       | Paquistão  | 1–1  | País de Gales |
| 6 de abril  |            |      |               |
| 9:30        | Inglaterra | 7–0  | Malásia       |
| 7 de abril  |            |      |               |
| 9:30        | Malásia    | 3–0  | País de Gales |
| 14:30       | Índia      | 2–2  | Paquistão     |
| 8 de abril  |            |      |               |
| 14:30       | Inglaterra | 2–2  | Paquistão     |
| 19:30       | Índia      | 4–3  | País de Gales |
| 10 de abril |            |      |               |
| 9:30        | Índia      | 2–1  | Malásia       |
| 14:30       | Inglaterra | 3–2  | País de Gales |
| 11 de abril |            |      |               |
| 14:30       | Malásia    | 1–1  | Paquistão     |
| 19:30       | Índia      | 4–3  | Inglaterra    |

### Fase final
| Horário                             | Jogo          | Jogo | Jogo          |
| ----------------------------------- | ------------- | ---- | ------------- |
| Disputa pelo 9º lugar – 13 de abril |               |      |               |
| 8:30                                | África do Sul | 2–3  | País de Gales |
| Disputa pelo 7º lugar – 13 de abril |               |      |               |
| 10:45                               | Canadá        | 1–3  | Paquistão     |
| Disputa pelo 5º lugar – 13 de abril |               |      |               |
| 16:15                               | Escócia       | 1–2  | Malásia       |

| Horário                           | Jogo       | Jogo | Jogo          |
| --------------------------------- | ---------- | ---- | ------------- |
| Semifinais – 13 de abril          |            |      |               |
| 19:30                             | Austrália  | 2–1  | Inglaterra    |
| 21:45                             | Índia      | 2–3  | Nova Zelândia |
| Disputa pelo bronze – 14 de abril |            |      |               |
| 19:00                             | Inglaterra | 2–1  | Índia         |
| Final – 14 de abril               |            |      |               |
| 21:15                             | Austrália  | 2–0  | Nova Zelândia |

### Classificação final
| Pos. | Equipe            |
| ---- | ----------------- |
|      | AUS Austrália     |
|      | NZL Nova Zelândia |
|      | ENG Inglaterra    |
| 4    | IND Índia         |
| 5    | MAS Malásia       |
| 6    | SCO Escócia       |
| 7    | PAK Paquistão     |
| 8    | CAN Canadá        |
| 9    | WAL País de Gales |
| 10   | RSA África do Sul |

## Torneio feminino

### Primeira fase
|  | Equipes classificadas às semifinais           |
|  | Equipes classificadas aos jogos de consolação |

Todos os jogos seguem a hora oficial de Gold Coast (UTC+10)
| Equipe        | Pts | J | V | E | D | GP | GC |
| ------------- | --- | - | - | - | - | -- | -- |
| Inglaterra    | 9   | 4 | 3 | 0 | 1 | 11 | 3  |
| Índia         | 9   | 4 | 3 | 0 | 1 | 9  | 5  |
| África do Sul | 4   | 4 | 1 | 1 | 2 | 3  | 4  |
| Malásia       | 4   | 4 | 1 | 1 | 2 | 3  | 8  |
| País de Gales | 3   | 4 | 1 | 0 | 3 | 4  | 10 |

| Horário     | Jogo          | Jogo | Jogo          |
| ----------- | ------------- | ---- | ------------- |
| 5 de abril  |               |      |               |
| 9:30        | Índia         | 2–3  | País de Gales |
| 14:30       | Inglaterra    | 2–0  | África do Sul |
| 6 de abril  |               |      |               |
| 14:30       | Índia         | 4–1  | Malásia       |
| 19:30       | Inglaterra    | 5–1  | País de Gales |
| 7 de abril  |               |      |               |
| 19:30       | África do Sul | 1–1  | Malásia       |
| 8 de abril  |               |      |               |
| 9:30        | Inglaterra    | 1–2  | Índia         |
| 9 de abril  |               |      |               |
| 14:30       | África do Sul | 2–0  | País de Gales |
| 19:30       | Inglaterra    | 3–0  | Malásia       |
| 10 de abril |               |      |               |
| 19:30       | Índia         | 1–0  | África do Sul |
| 11 de abril |               |      |               |
| 9:30        | Malásia       | 1–0  | País de Gales |

| Equipe        | Pts | J | V | E | D | GP | GC |
| ------------- | --- | - | - | - | - | -- | -- |
| Austrália     | 10  | 4 | 3 | 1 | 0 | 8  | 0  |
| Nova Zelândia | 8   | 4 | 2 | 2 | 0 | 18 | 1  |
| Canadá        | 5   | 4 | 1 | 2 | 1 | 5  | 2  |
| Escócia       | 4   | 4 | 1 | 1 | 2 | 6  | 8  |
| Gana          | 0   | 4 | 0 | 0 | 4 | 1  | 27 |

| Horário     | Jogo          | Jogo | Jogo          |
| ----------- | ------------- | ---- | ------------- |
| 5 de abril  |               |      |               |
| 11:30       | Escócia       | 1–6  | Nova Zelândia |
| 16:30       | Austrália     | 1–0  | Canadá        |
| 6 de abril  |               |      |               |
| 16:30       | Nova Zelândia | 12–0 | Gana          |
| 21:30       | Canadá        | 0–0  | Escócia       |
| 7 de abril  |               |      |               |
| 21:30       | Austrália     | 5–0  | Gana          |
| 8 de abril  |               |      |               |
| 11:30       | Nova Zelândia | 0–0  | Canadá        |
| 9 de abril  |               |      |               |
| 16:30       | Escócia       | 5–0  | Gana          |
| 21:30       | Austrália     | 0–0  | Nova Zelândia |
| 10 de abril |               |      |               |
| 21:30       | Austrália     | 2–0  | Escócia       |
| 11 de abril |               |      |               |
| 11:30       | Canadá        | 5–1  | Gana          |

### Fase final
| Horário                             | Jogo          | Jogo          | Jogo    |
| ----------------------------------- | ------------- | ------------- | ------- |
| Disputa pelo 9º lugar – 12 de abril |               |               |         |
| 13:30                               | País de Gales | 1–1 (2–0 pen) | Gana    |
| Disputa pelo 7º lugar – 12 de abril |               |               |         |
| 15:45                               | Malásia       | 2–4           | Escócia |
| Disputa pelo 5º lugar – 13 de abril |               |               |         |
| 14:00                               | África do Sul | 1–3           | Canadá  |

| Horário                           | Jogo          | Jogo          | Jogo          |
| --------------------------------- | ------------- | ------------- | ------------- |
| Semifinais – 12 de abril          |               |               |               |
| 19:00                             | Inglaterra    | 0–0 (1–2 pen) | Nova Zelândia |
| 21:15                             | Austrália     | 1–0           | Índia         |
| Disputa pelo bronze – 14 de abril |               |               |               |
| 10:30                             | Inglaterra    | 6–0           | Índia         |
| Final – 14 de abril               |               |               |               |
| 12:45                             | Nova Zelândia | 4–1           | Austrália     |

### Classificação final
| Pos. | Equipe            |
| ---- | ----------------- |
|      | NZL Nova Zelândia |
|      | AUS Austrália     |
|      | ENG Inglaterra    |
| 4    | IND Índia         |
| 5    | CAN Canadá        |
| 6    | RSA África do Sul |
| 7    | SCO Escócia       |
| 8    | MAS Malásia       |
| 9    | WAL País de Gales |
| 10   | GHA Gana          |

## Quadro de medalhas
| Ordem | País          | Medalha de ouro | Medalha de prata | Medalha de bronze | Total |
| ----- | ------------- | --------------- | ---------------- | ----------------- | ----- |
| 1     | Austrália     | 1               | 1                |                   | 2     |
|       | Nova Zelândia | 1               | 1                |                   | 2     |
| 3     | Inglaterra    |                 |                  | 2                 | 2     |
| TOTAL | TOTAL         | 2               | 2                | 2                 | 6     |